# Château de Châteaudun
Le château de Châteaudun est un château édifié au XIIe siècle et remanié aux XVe et XVIe siècles, situé sur un éperon rocheux dominant la commune française de Châteaudun et le Loir, dans le département d’Eure-et-Loir. Il est, avec le château de Montsoreau (1453) et le palais Jacques-Cœur (1451), un des tout premiers exemples d'architecture de plaisance en France. Le donjon, bâtiment le plus ancien, a été construit vers 1180 par Thibaut V, comte de Blois.
Jean de Dunois (1402-1468), bâtard de Louis Ier d'Orléans et compagnon de Jeanne d'Arc, qui avait reçu le château en récompense de la libération de son demi-frère Charles d’Orléans, prisonnier des Anglais, le transforme en résidence, en ajoutant un corps de logis de style gothique et la chapelle. Une deuxième aile de style Renaissance est ajoutée au XVIe siècle.
Le château, qui est parfaitement conservé, est géré par le centre des monuments nationaux, il est protégé au titre des monuments historiques
.

## Localisation
Le donjon se dresse à l'extrémité nord-ouest d'un éperon rocheux autour duquel se développa la vieille ville. Le reste du château fut construit à l'aplomb de la falaise et se dresse à une soixantaine de mètres au-dessus du lit du Loir.

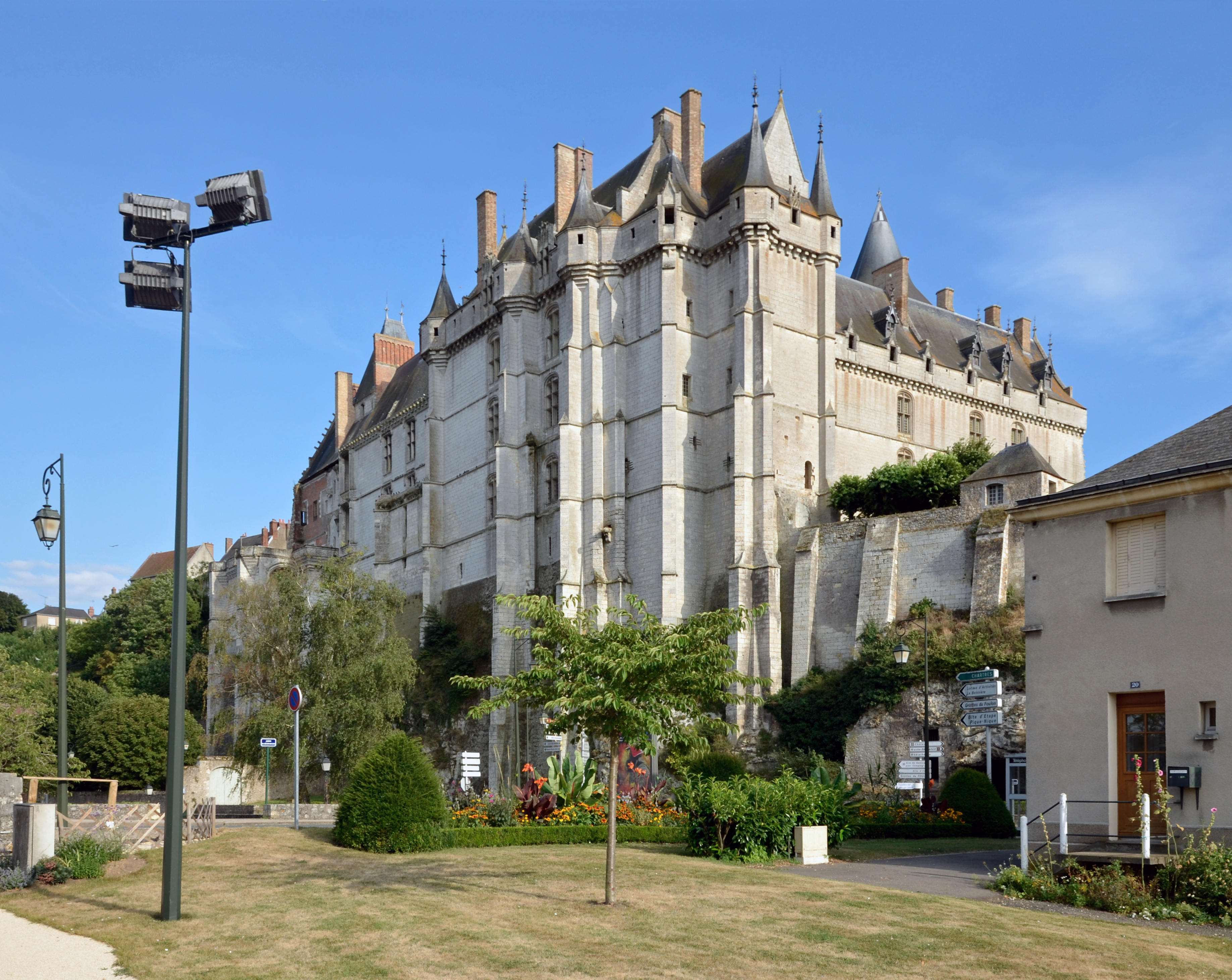
Vue du château depuis les rives du Loir.
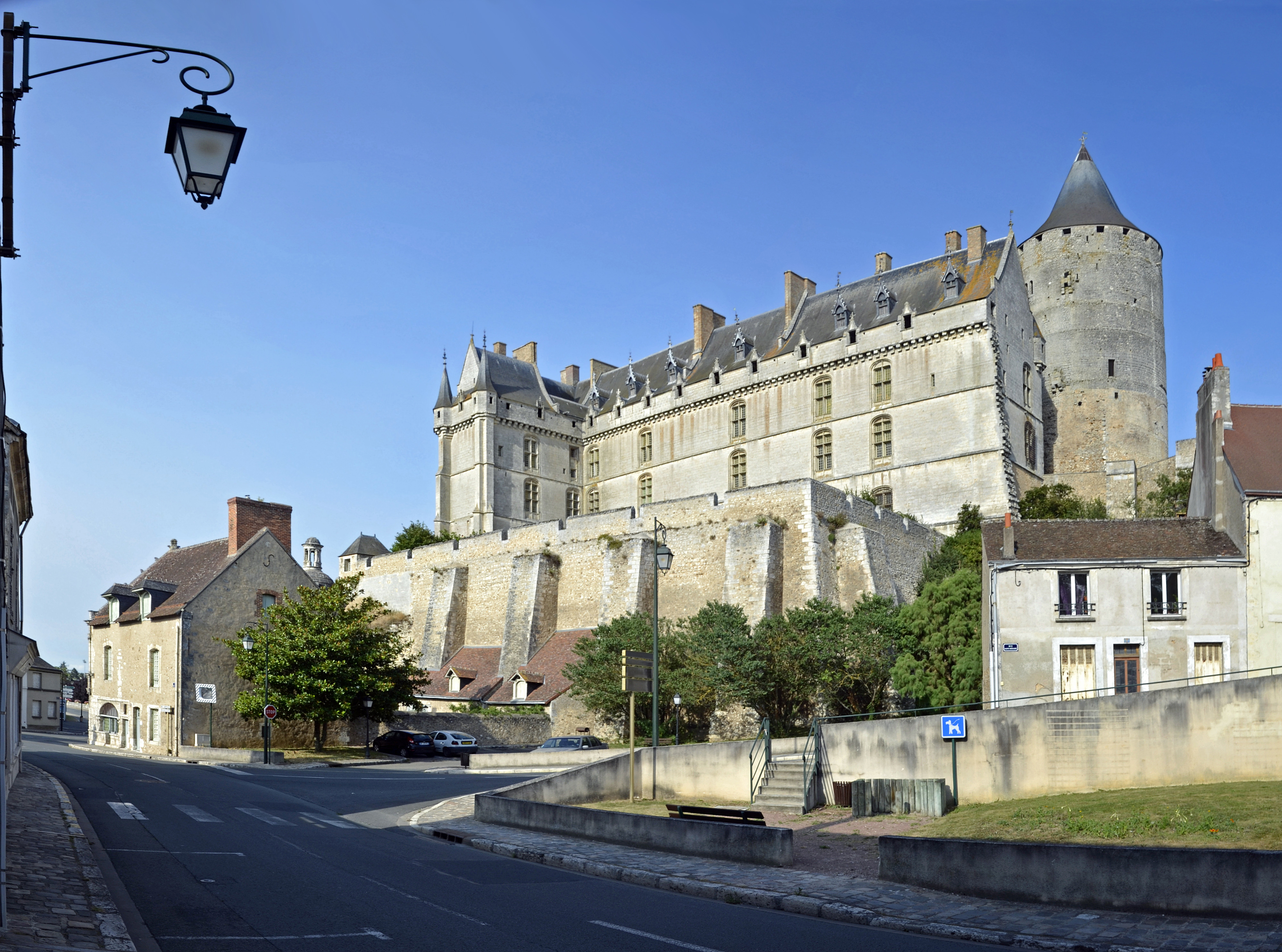
Vue du château depuis la rue du Val.

## Historique

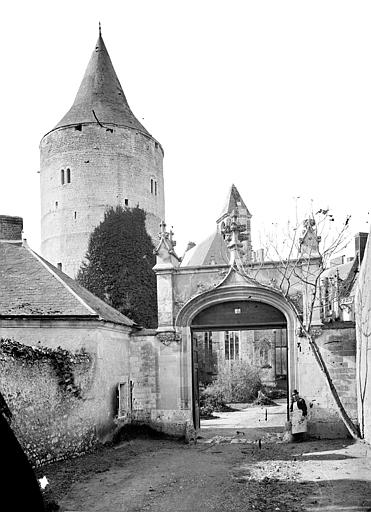
Portail d'entrée en 1905.

Le vicomte Geoffroy de Châteaudun, vassal du comte de Chartres et de Blois Thibaud Ier le Tricheur vers 940, y restaura une puissante forteresse.
Le comte de Blois Thibaut V fait construire le donjon vers 1180.
Le 13 octobre 1391, Guy II de Châtillon, dernier comte de Blois, vend les comtés de Blois et de Dunois à Louis d'Orléans, frère du roi Charles VI. En 1407, après l'assassinat de Louis d'Orléans, Châteaudun et ses autres biens passent à son fils Charles d'Orléans.
Charles d'Orléans fait don du château en 1439 à son demi-frère Jean de Dunois dit le « bâtard d'Orléans » ou « Dunois », compagnon d'armes de Jeanne d'Arc. En 1452 celui-ci entreprend l'édification de la chapelle et du corps de logis de style gothique. Les travaux sont continués, à partir de 1459 jusqu'à la mort de Dunois, par Nicole Duval, entrepreneur et maître maçon. Son œuvre est poursuivie jusqu'à 1518 par ses descendants les ducs de Longueville qui édifient l'aile nord ou aile Longueville de style Louis XII, formant la transition entre l'art gothique flamboyant et la Première Renaissance.
Lorsque la famille Longueville s'éteint sans descendance en 1694, le château revient aux ducs de Luynes. Le château à moitié abandonné par ses propriétaires sert de refuge aux habitants de Châteaudun après l'incendie qui ravage la ville en 1723.
Durant la Révolution française, la chapelle est saccagée et les bâtiments servent de caserne.
Les premières restaurations furent lancées par le duc Théodoric de Luynes avec l'architecte Frédérid Debacq en 1866. Le château est de nouveau endommagé par les Prussiens durant la bataille de Châteaudun en 1870.
En 1938, le château est acquis par l’État qui entame sa restauration, sous la direction de J.M. Trouvelot. L'explosion du pont en 1944 déstabilisa les parties hautes du monument, qui purent néanmoins être redressées sans démontage.

## Description
Le château superpose de manière harmonieuse l'architecture militaire du Moyen Âge et les styles gothiques et Renaissances. La disposition intérieure des pièces et les larges baies font de Châteaudun un des premiers exemples d'architecture de plaisance en France, à comparer avec celles du Château de Montsoreau et du Palais Jacques-Cœur tous deux construits aux alentours de 1450.

### Le donjon
Le donjon cylindrique, haut de 31 m sous toiture et de 42 m au total et ayant 17 m de diamètre a été édifié en 1180. Doté de murs épais de 4 mètres, il comporte trois niveaux : le rez-de-chaussée accessible uniquement de l'étage supérieur par un puits était utilisé pour le stockage des vivres. Le toit en ardoise reposant sur une charpente fortement dimensionnée a été ajouté par Dunois. L'accès au donjon se faisait initialement par une porte située à 10 mètres de hauteur qui communique aujourd'hui avec les combles de la chapelle.

Le donjon
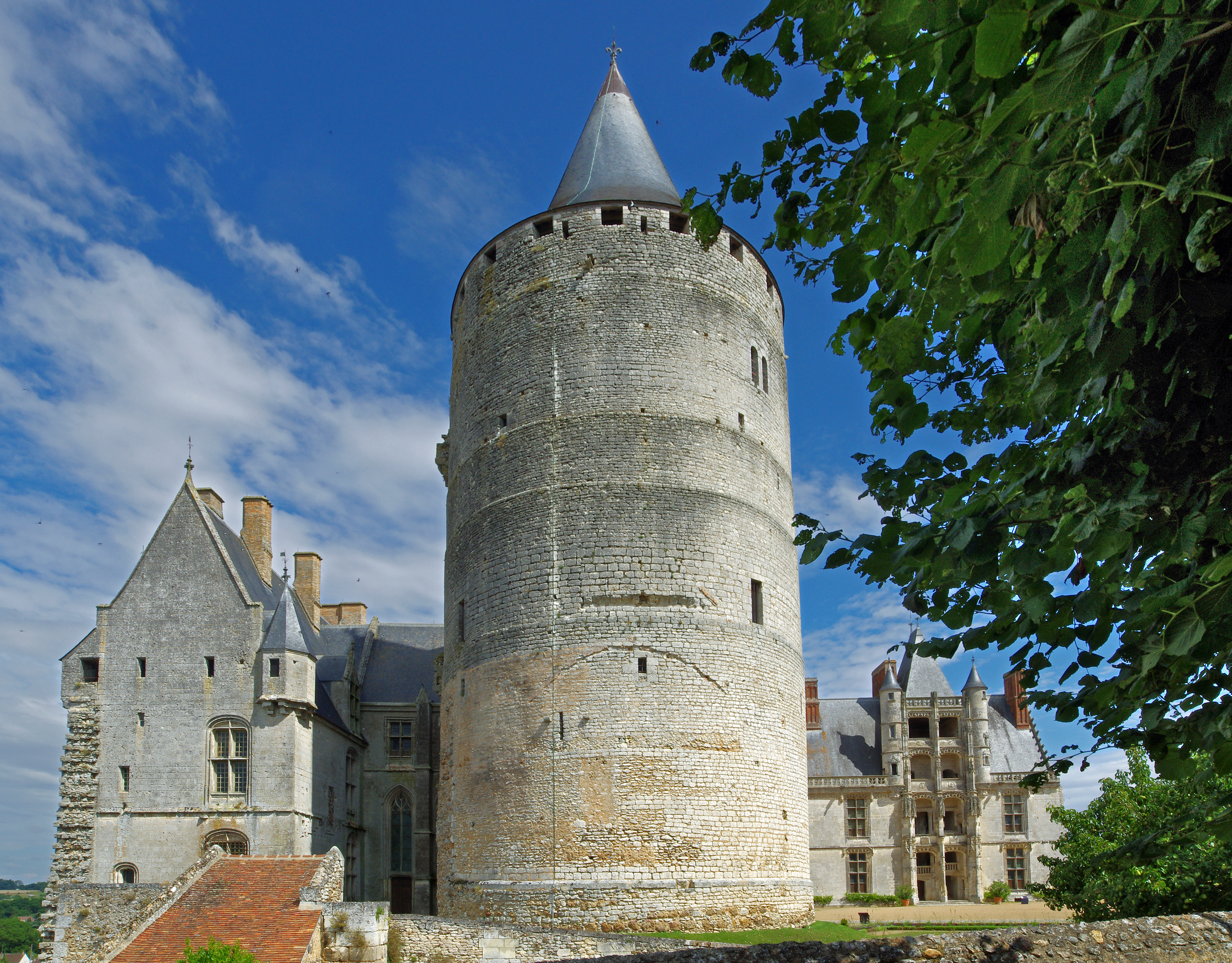
Le donjon.
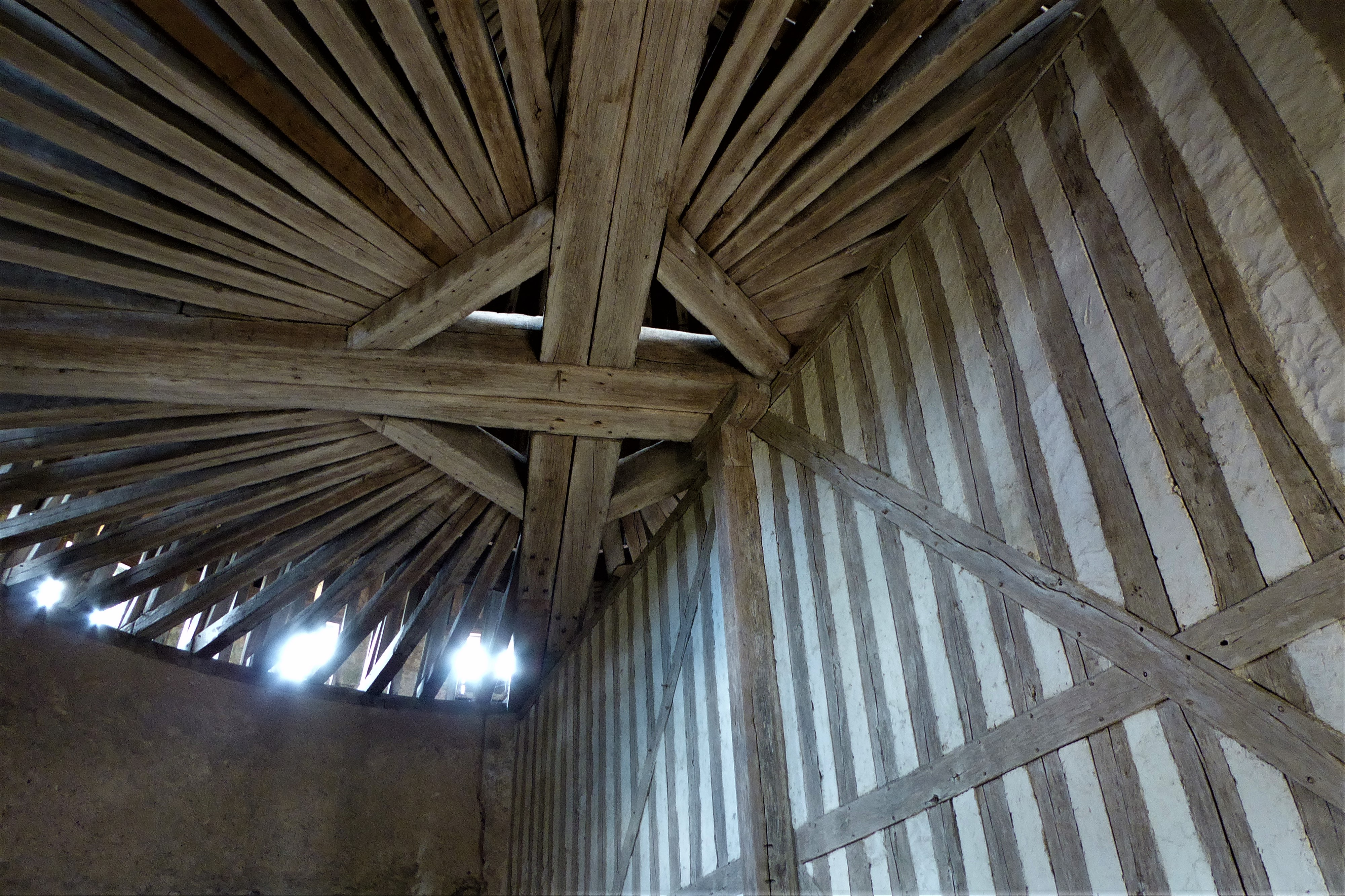
Charpente de la toiture.
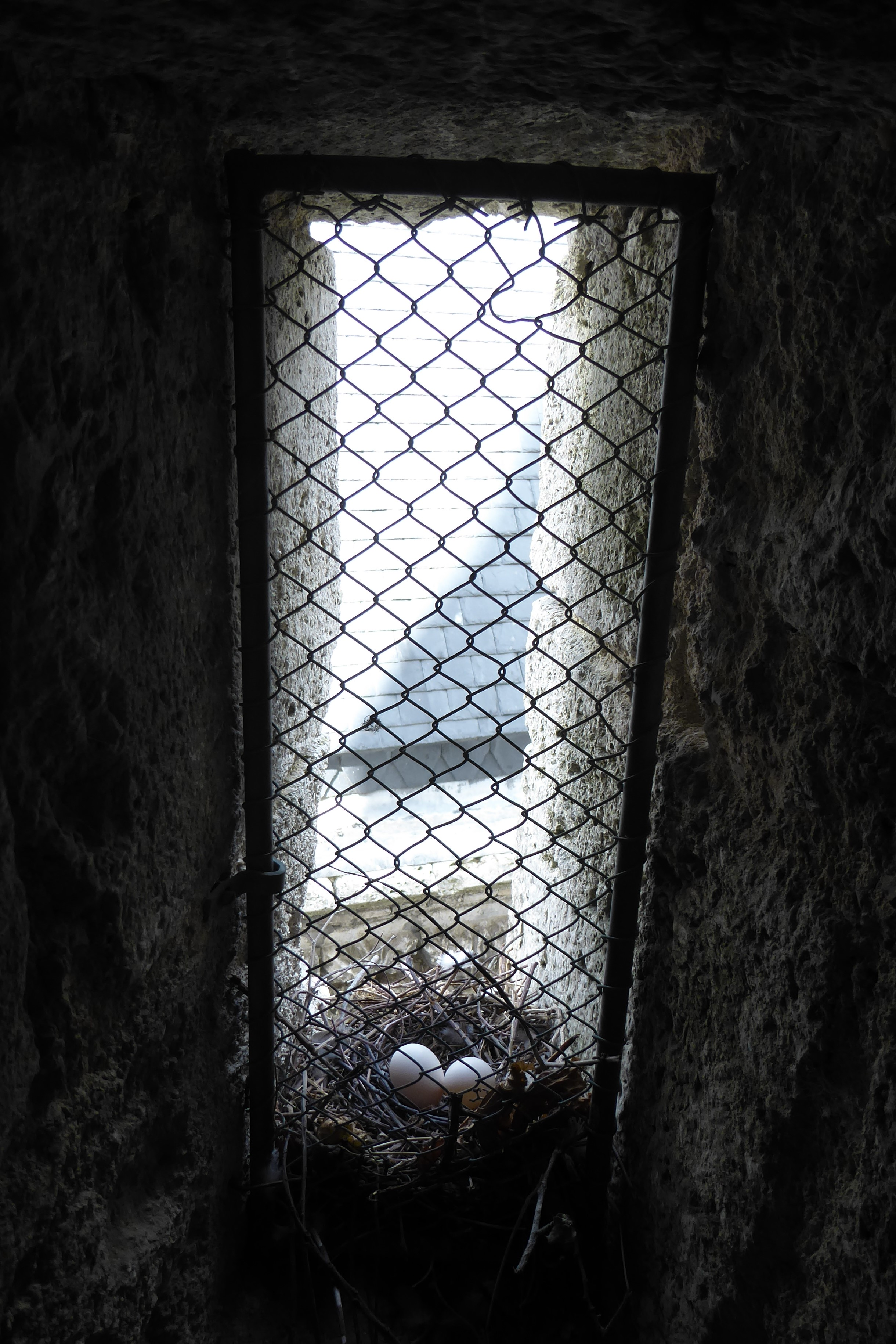
Meurtrière habitée…

### La Sainte-Chapelle

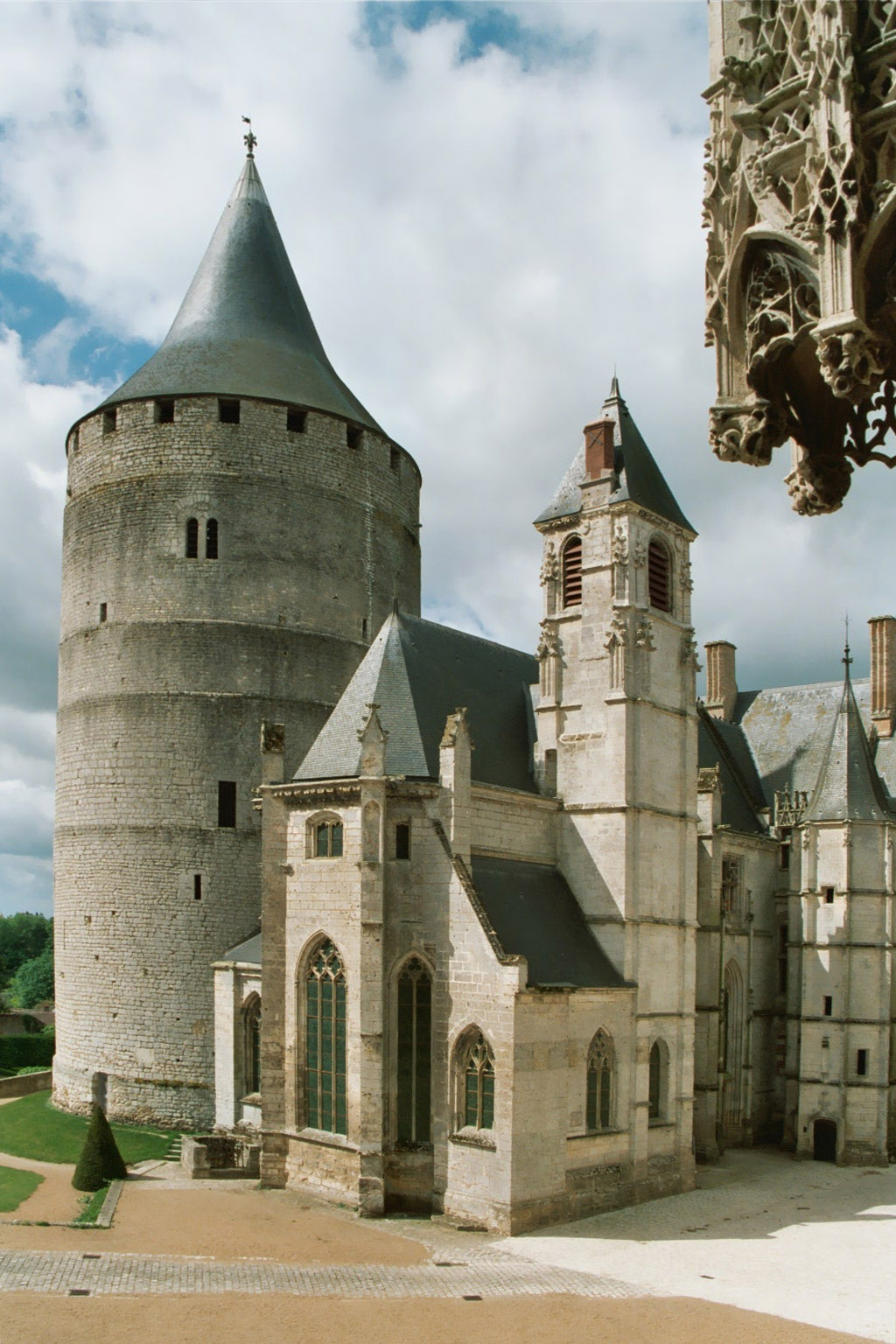
La Sainte-Chapelle jouxtant le donjon.

La Sainte-Chapelle de Châteaudun a été construite entre 1451 et 1493. Elle fait partie des onze saintes chapelles construites par les princes royaux et les rois de France au Moyen Âge. Elle est édifiée à l'époque de Dunois en plusieurs étapes : le chœur et la chapelle haute sont érigés entre 1451 et 1454, la nef et l'oratoire sud sont bâtis de 1460 à 1464. Le clocher est érigé en 1493.
La chapelle basse comprend une quinzaine de statues des saints révérés par Dunois et sa famille, réalisées par les ateliers de la Loire au XVe siècle. Une fresque de Paul Goybault représentant le Jugement dernier, datant de 1467, est peinte sur le mur de l'oratoire sud,  Classé MH (1918).

### L'aile Dunois
L'aile ouest ou aile Dunois, construite par Dunois entre 1459 et 1468 est un corps de logis de style gothique comportant cinq niveaux. On y trouve une des rares salles de justice de l'Ancien Régime conservée en l'état. Le bâtiment comprend un grand escalier de style gothique qui rappelle le grand vis construit sous Charles V au Louvre.

L'aile Dunois
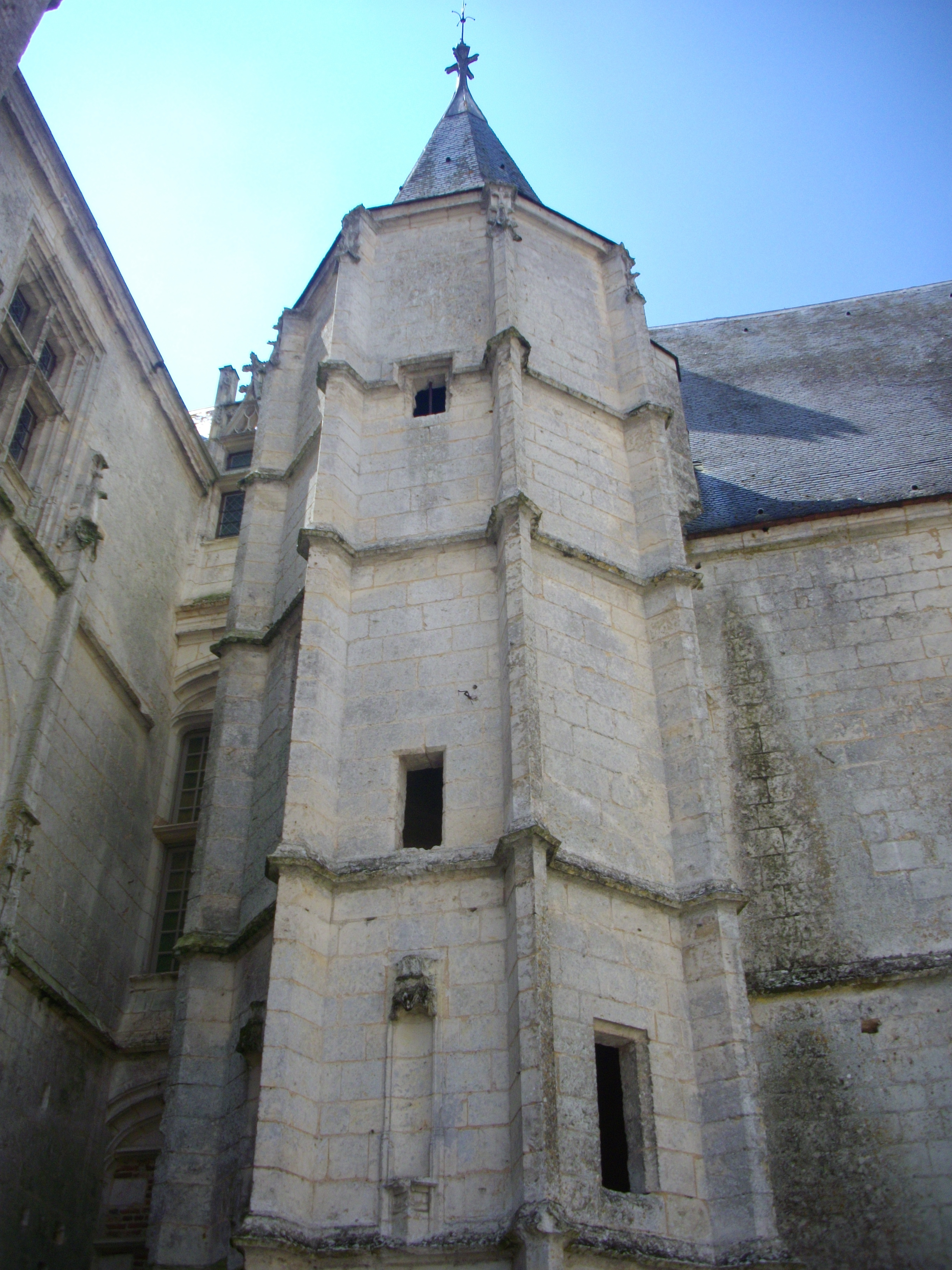
Grand escalier.
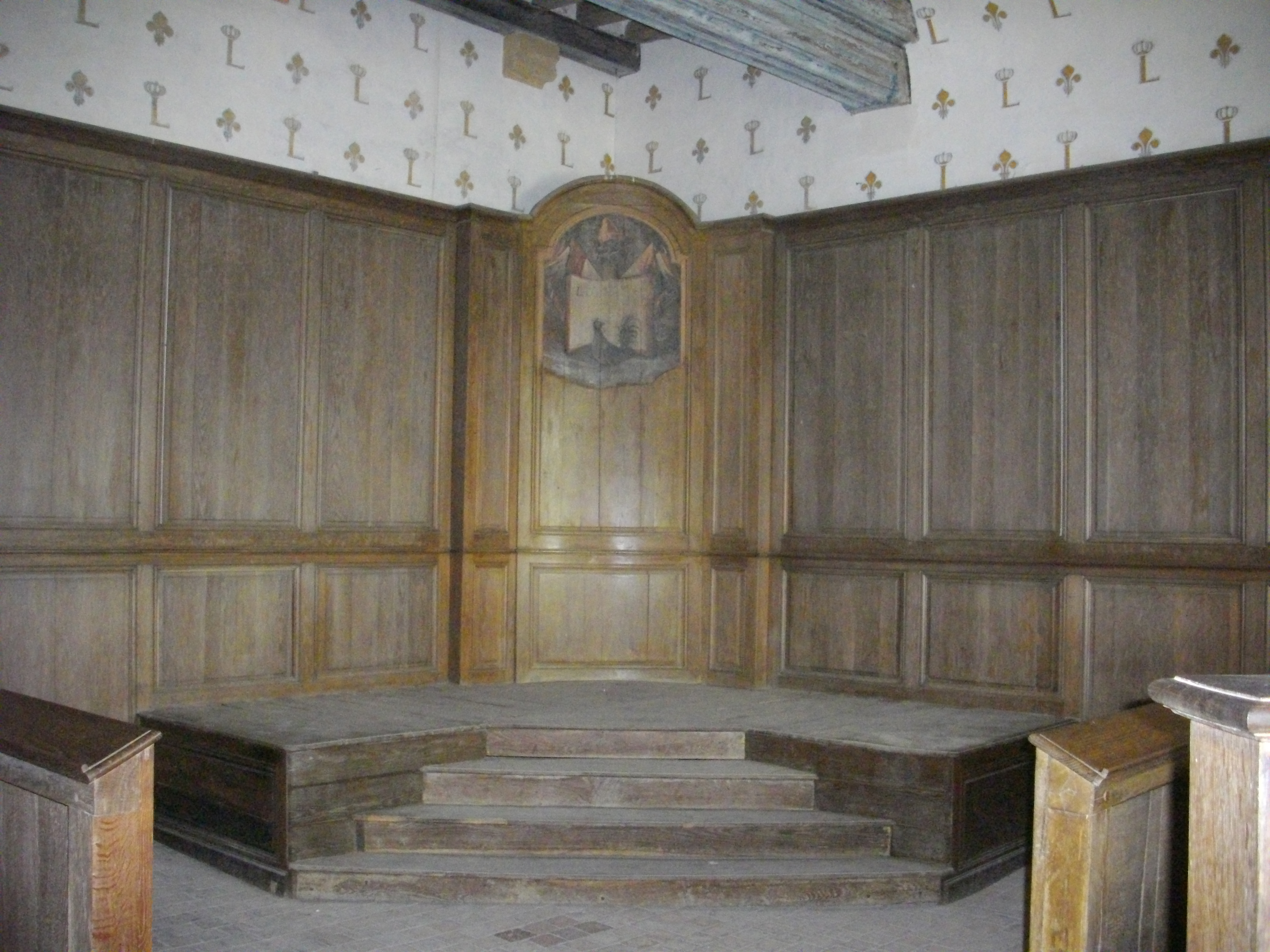
Lit de justice.
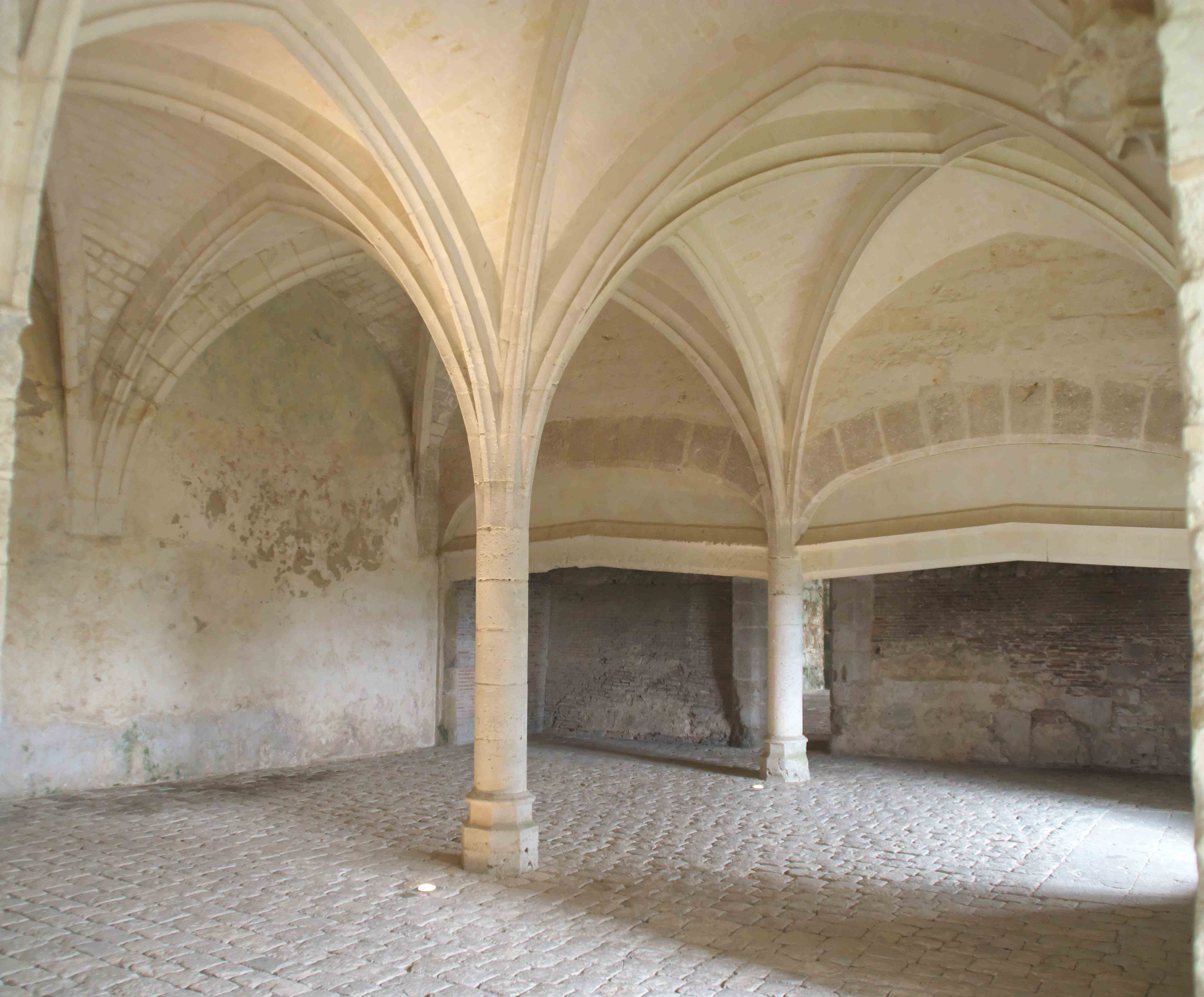
Cuisines médiévales.
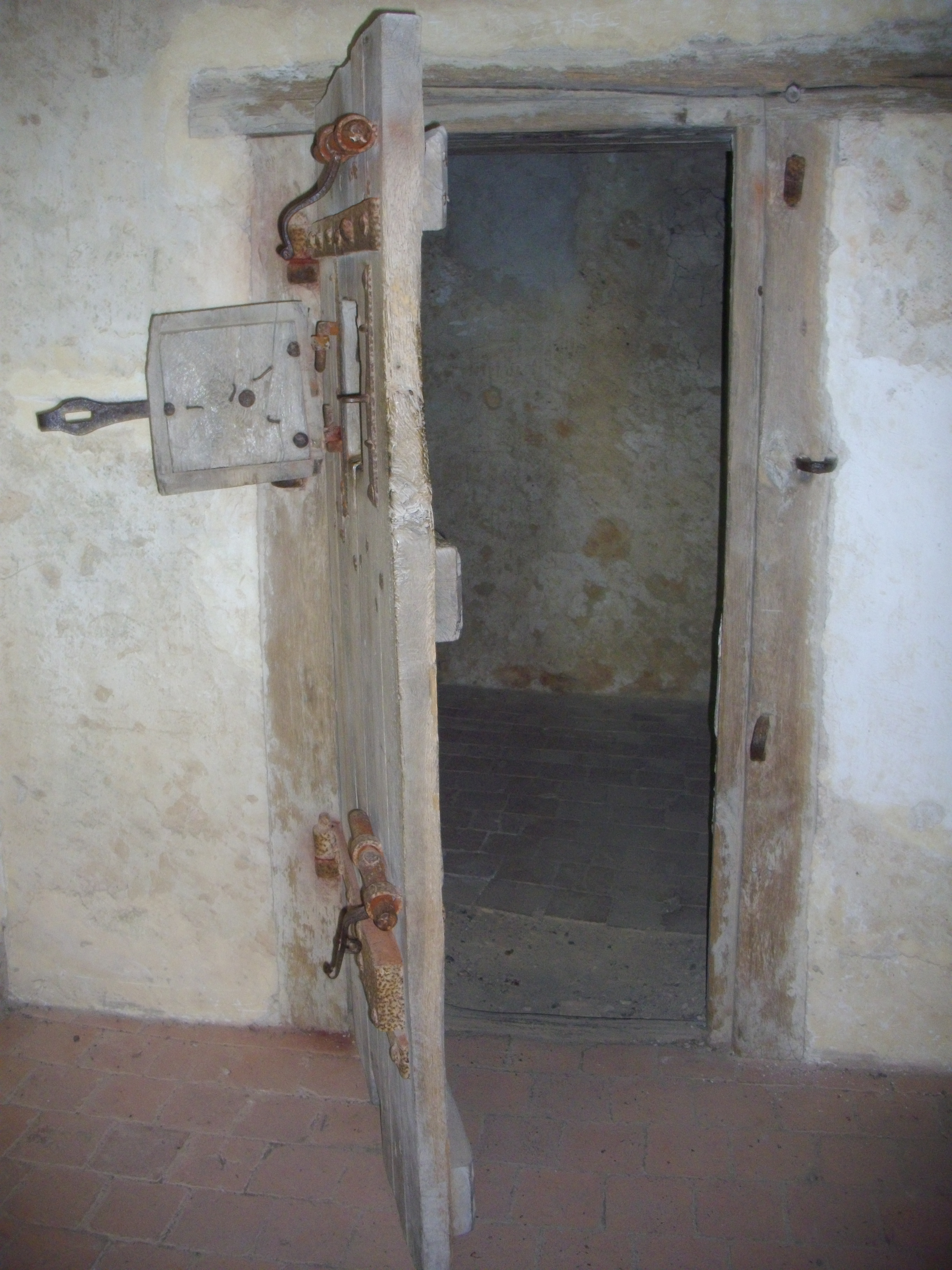
Cachot.

### L'aile Longueville
Formant la transition entre l'art gothique et la Première Renaissance, l'aile nord ou aile Longueville est typique du style Louis XII. Si les étages de soubassement sont construits par François Ier d'Orléans-Longueville de 1469 à 1491, les étages supérieurs seront achevés par François II d'Orléans-Longueville et ses descendants durant le premier quart du XVIe siècle. Elle comprend une grande salle basse de 300 m2 et un escalier de style Renaissance orné de motifs italianisants, dont l'ouverture des baies forme loggia. Les parties hautes, lucarnes et garde-corps, très endommagés, furent démolis en 1770, dont une restitution partielle a été réalisée au XXe siècle. Le sommet de l'escalier était orné de riches décors de plomb de faitage, et de figures de Mélusine, évoquant la figure légendaire de la famille des Lusignan, dont les Longueville étaient descendants. Le maître d’œuvre de ce chantier pourrait être Colin Biart, dont l'ouvrage est très proche de ce qui fut réalisé au château du Verger en Anjou.

L'aile Longueville
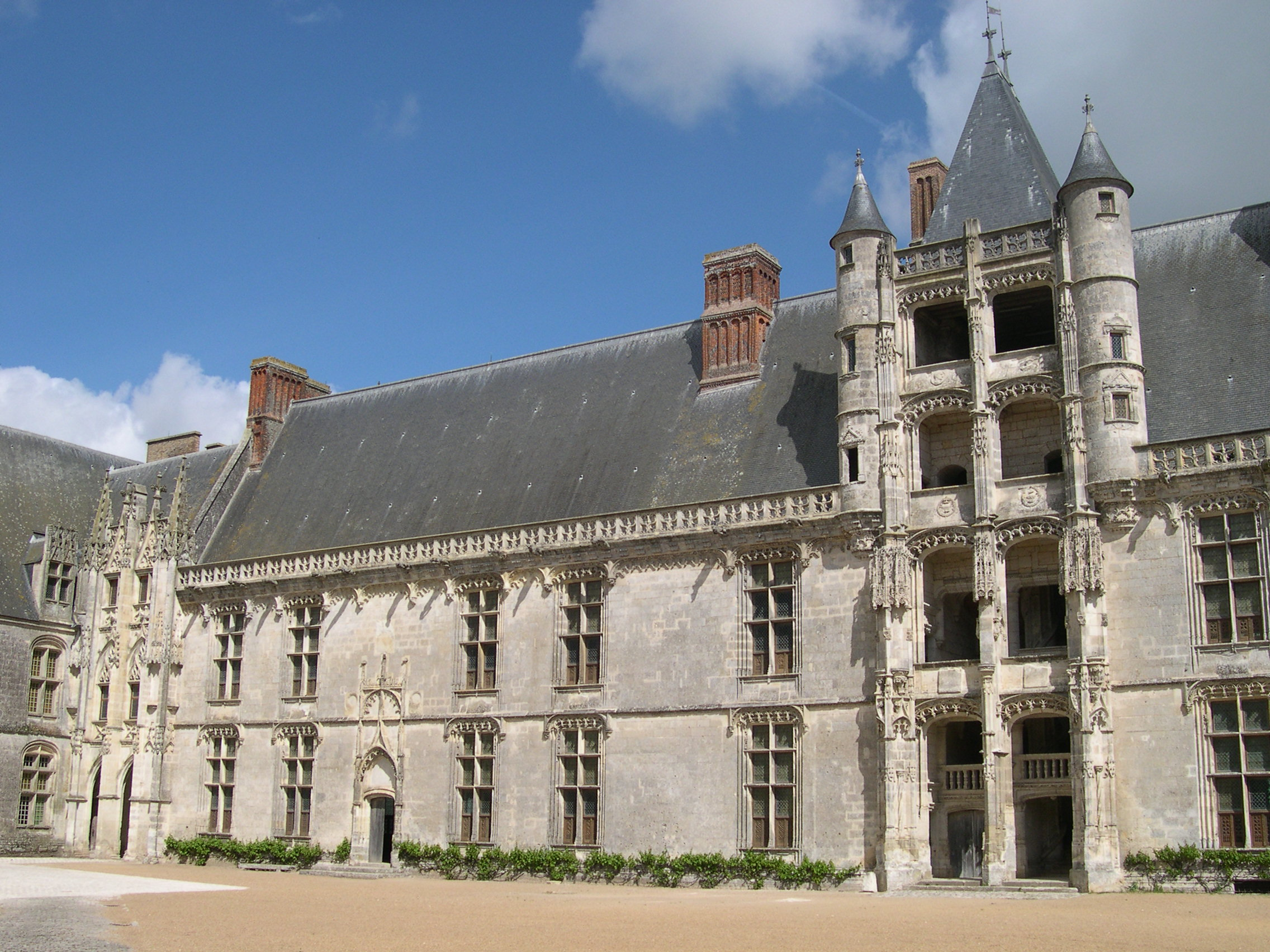
L'aile Longueville.
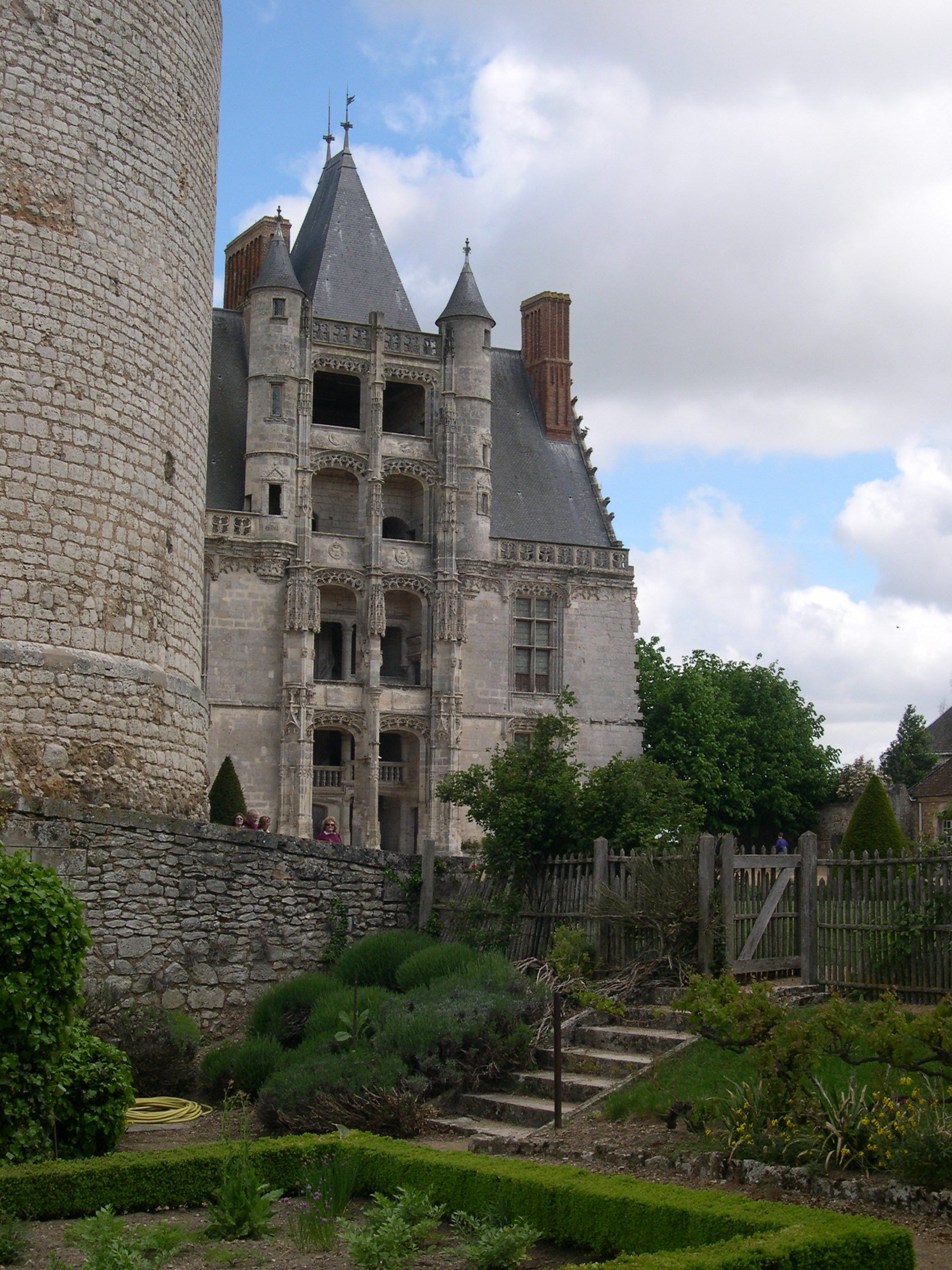
l'aile Longueville et le jardin.
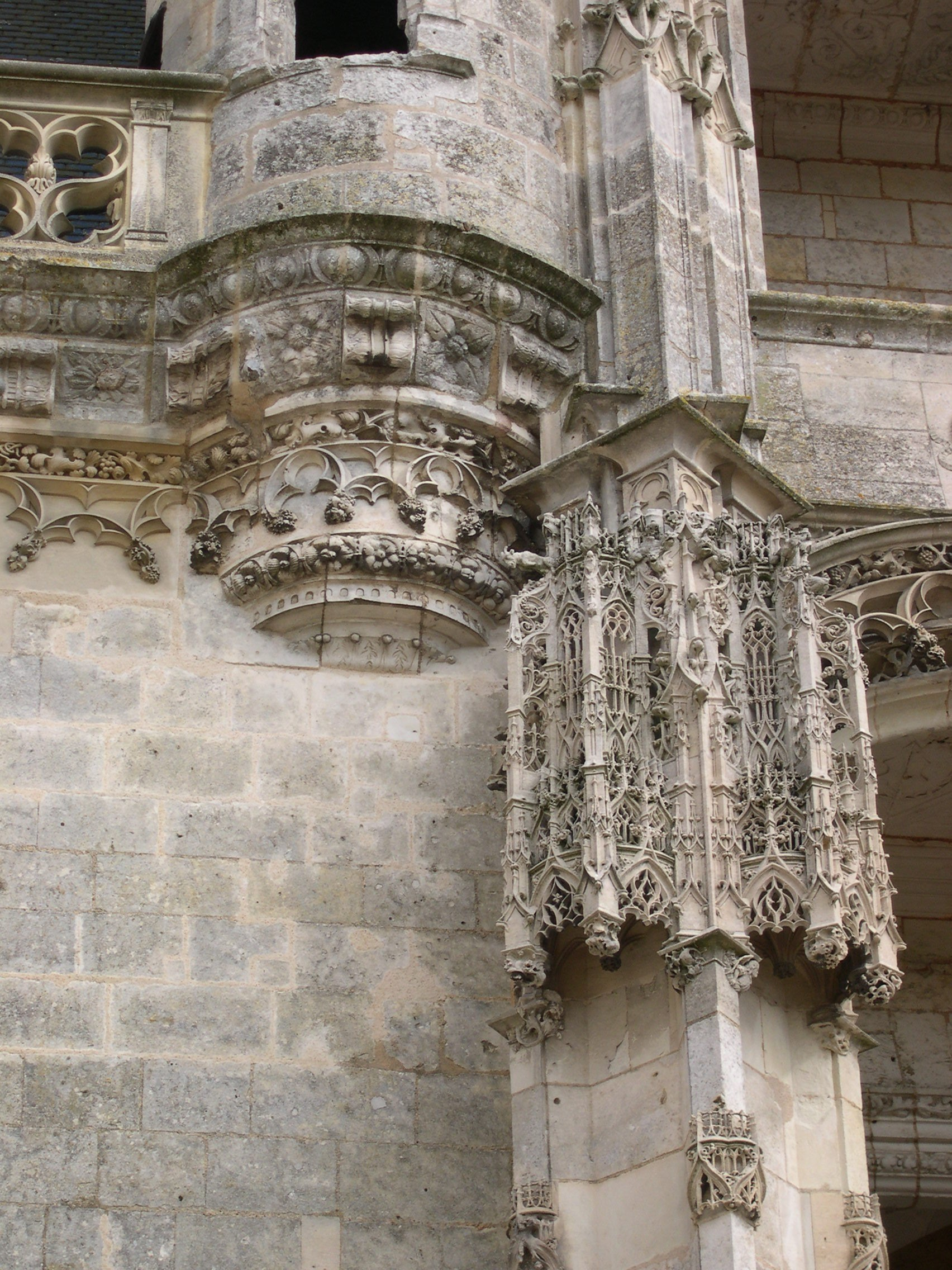
Détail de l'aile Longueville.
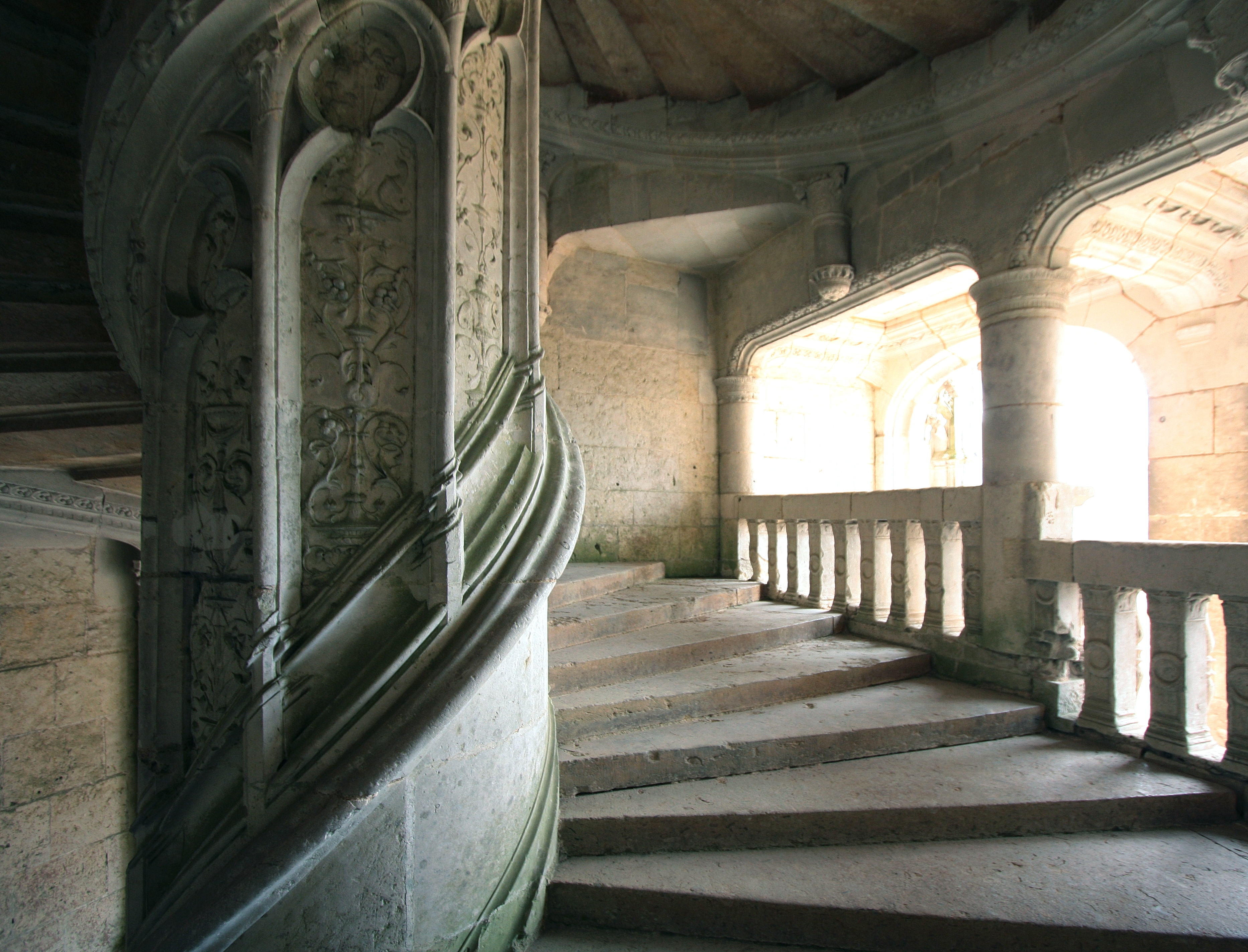
Détail de l'escalier.
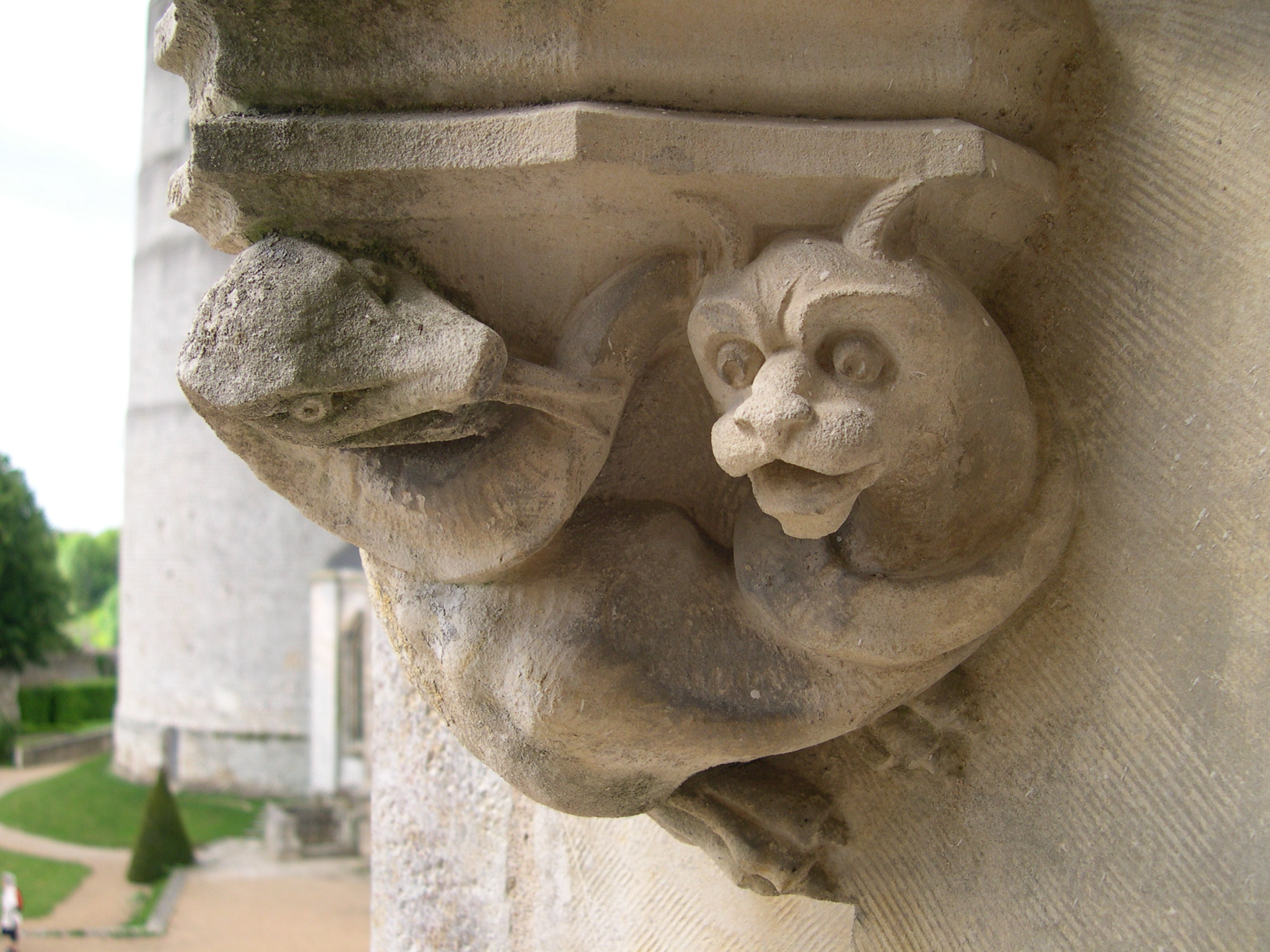
Détail de sculpture.

### Tapisseries

#### Tenture de l'Histoire de Tancrède et Clorinde
Le château conserve dans les appartements de Françoise d'Alençon, situés à l'étage dans l'aile Longueville, une collection de soixante-dix tapisseries, dont une série de sept pièces tissée, classée monument historique, représentant « L’Histoire de Clorinde et Tancrède » d’après « La Jérusalem délivrée » du Tasse.

#### Tenture de l'Ancien Testament

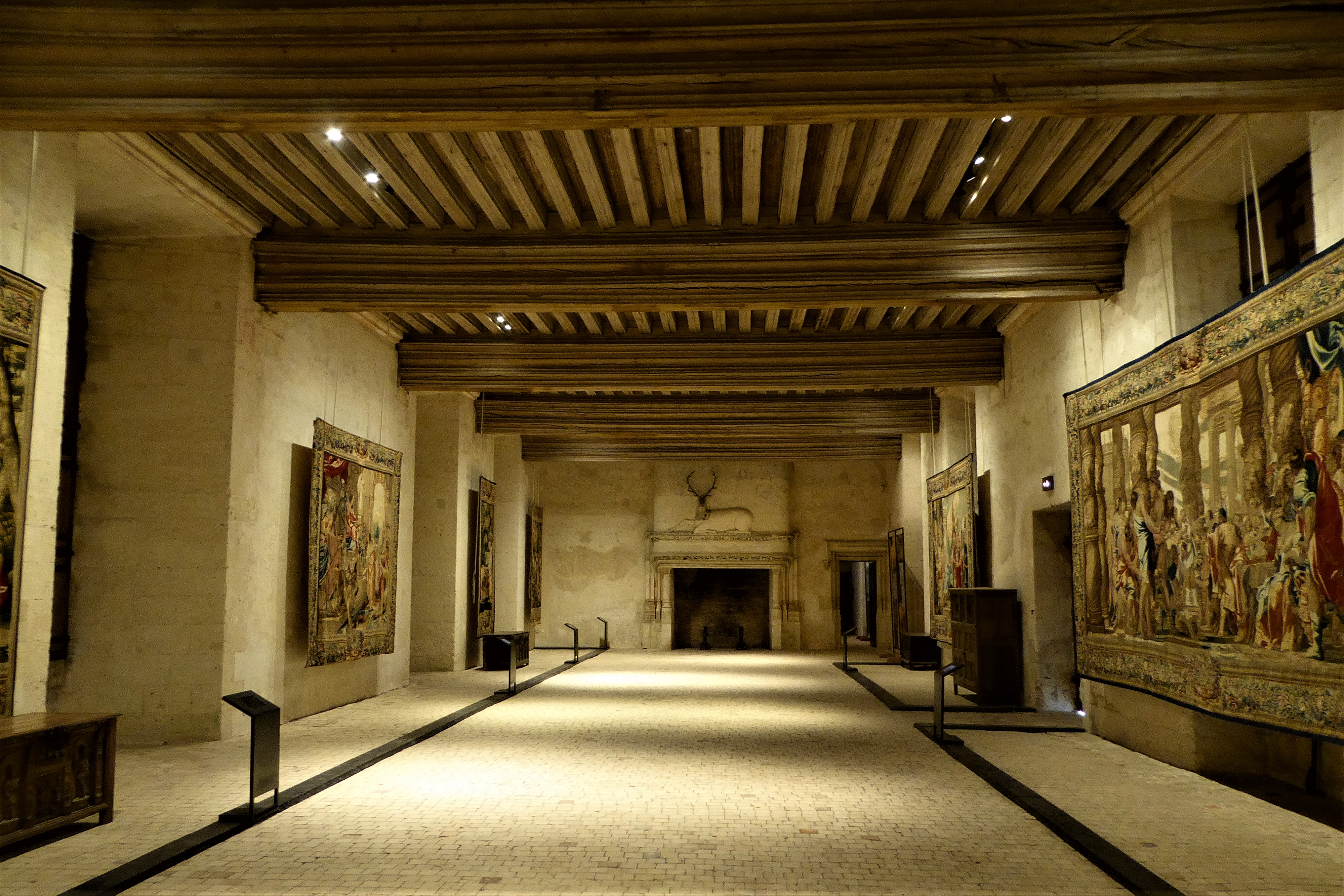
Vue générale de la salle d'exposition.

Au rez-de-chaussée de cette même aile, dans les appartements du duc, sont présentées les sept pièces de la tenture de l'Ancien Testament, avec Les deux serviteurs, Le Sacrifice d’Abraham, Moïse sauvé des eaux, La Fille de Jephté, Samson au banquet des Philistins, Le jugement de Salomon, Élisée recevant le manteau d’Élie. Ces pièces, tissées en laine et soie, sont réalisées à Paris dans les ateliers du faubourg Saint-Marcel entre 1640 et 1650 d'après les cartons du peintre Simon Vouet. Les dimensions particulières de chacune visent à recouvrir entièrement les murs d'une salle, afin d'assurer le confort de ses occupants et l'admiration des invités.
| Sujet                                               | Photographie | Largeur (cm) | Hauteur (cm) | Date d'acquisition | N° d'inventaire                                             |
| --------------------------------------------------- | ------------ | ------------ | ------------ | ------------------ | ----------------------------------------------------------- |
| Les deux serviteurs                                 |              | 270          | 416          | 2005               | CHA2005000023                                               |
| Le sacrifice d’Abraham                              |              | 139 359      | 324 256      | 1971 1995          | CHA1971000070 CHA1995000078 (non exposé)                    |
| Moïse sauvé des eaux                                |              | 127          | 333          | 1971               | CHA1971000071                                               |
| La Fille de Jephté                                  |              | 401          | 328,5        | 1971               | CHA1971000072                                               |
| Samson au banquet des Philistins · Classé MH (1970) |              | 637 512      | 322 334      | 1971 1967          | CHA1971000008 CHA1967000080 (non exposé)                    |
| Le jugement de Salomon                              |              | 318          | 310          | 1971               | CHA1971000073                                               |
| Élisée recevant le manteau d’Élie                   |              | 131 136      | 333 321,5    | 1971               | CHA1971000075 (partie gauche) CHA1971000074 (partie droite) |

### Anecdote
Une visite de la nièce de Talleyrand.

« Je me suis arrêtée à Chateaudun pour y visiter, en détail, tout le vieux château, jusqu'aux cuisines et aux cachots ; à travers une dégradation presque complète, on trouve encore de belles parties, et la vue est jolie. Le prince (Adrien) de Laval est venu à ma rencontre et m'a amenée ici dans sa calèche; il fait de ceci un lieu charmant, arrangé avec goût, recherche et magnificence. Le site est beau, et la partie gothique du château, bien conservée et habilement restaurée (...) il a un excellent architecte, puis, c'est le baron de Montmorency qui a arrangé la cour, et il y a eu quelques conseils de ma façon dans la réunion des salons (...) une des plus grandes ridiculités que je connaisse : Adrien a l'ordre du Saint-Esprit et on ne le porte plus ; il en avait plusieurs : qu'a-t-il imaginé d'en faire ? Il les a fait coudre au beau milieu des courtepointes en velours qui couvrent les principaux lits de son château ! »

— duchesse de Dino, 1er et 2 août 1836, Chronique de 1831 à 1862

## Les Beaux-Arts et le château

Le château au musée des Beaux-Arts et d'Histoire Naturelle de Châteaudun
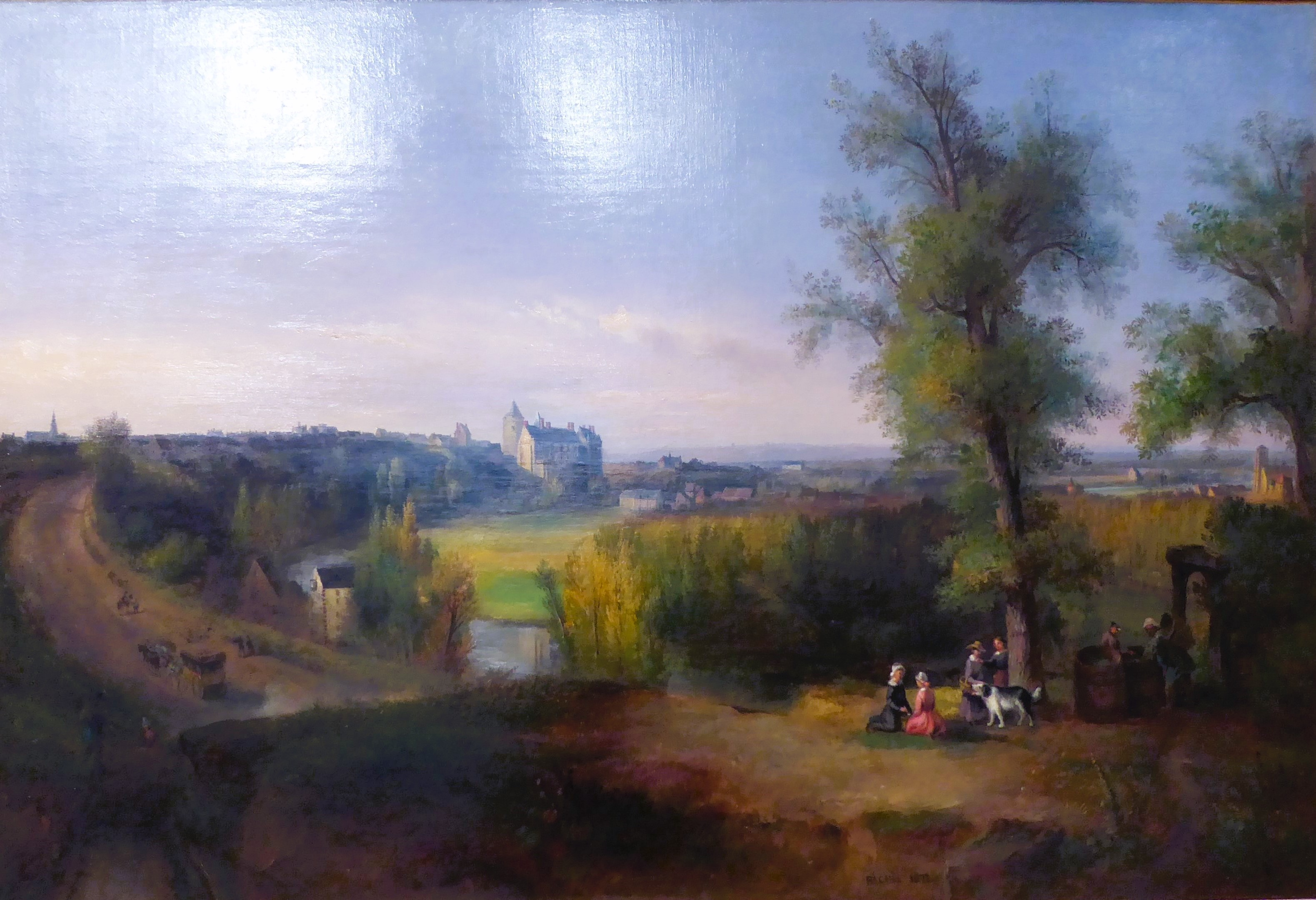
Ville de Châteaudun côté du levant, François-Edme Ricois, 1872.
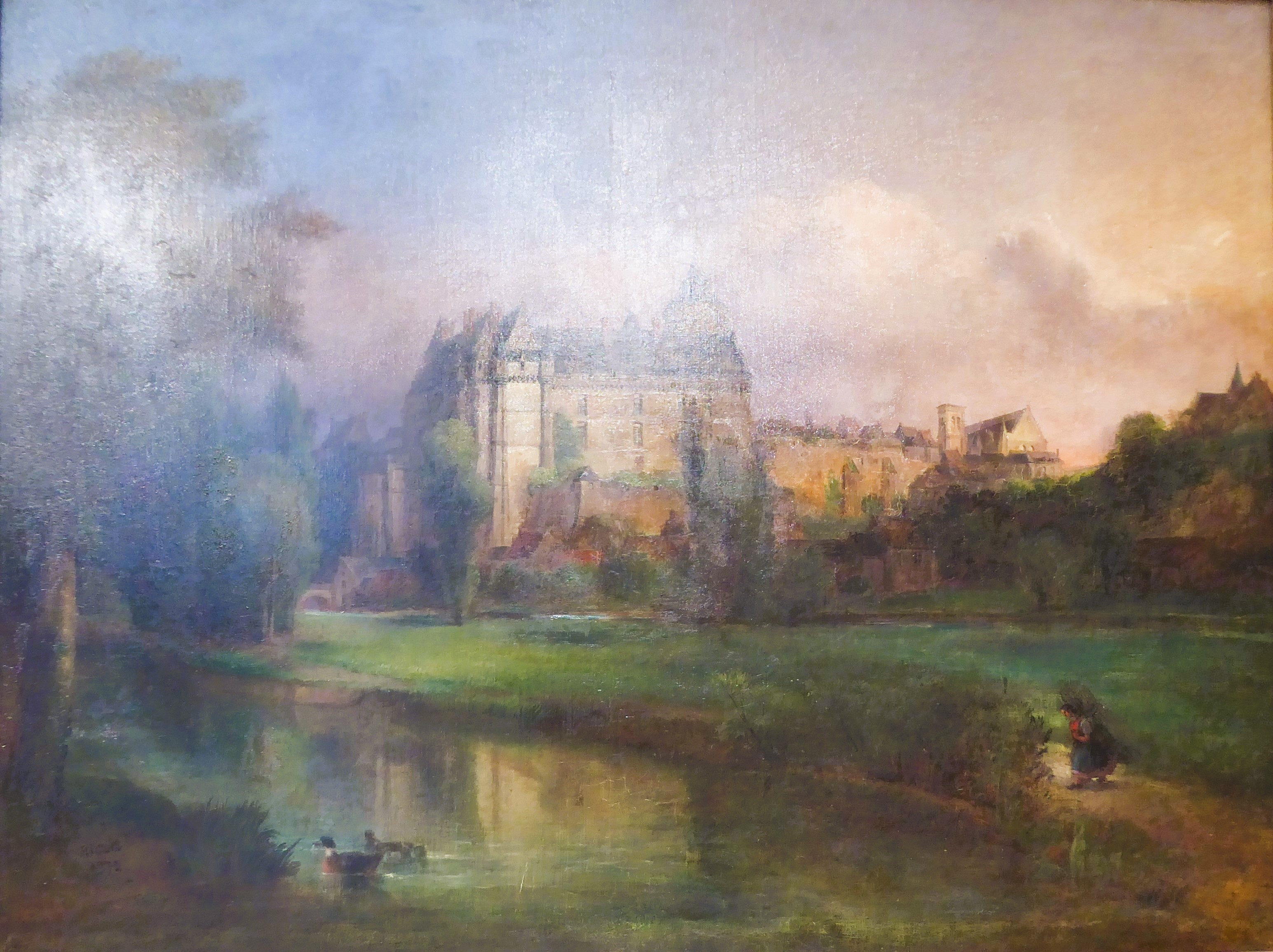
Vue de Châteaudun, au couchant, François-Edme  Ricois, 1872.
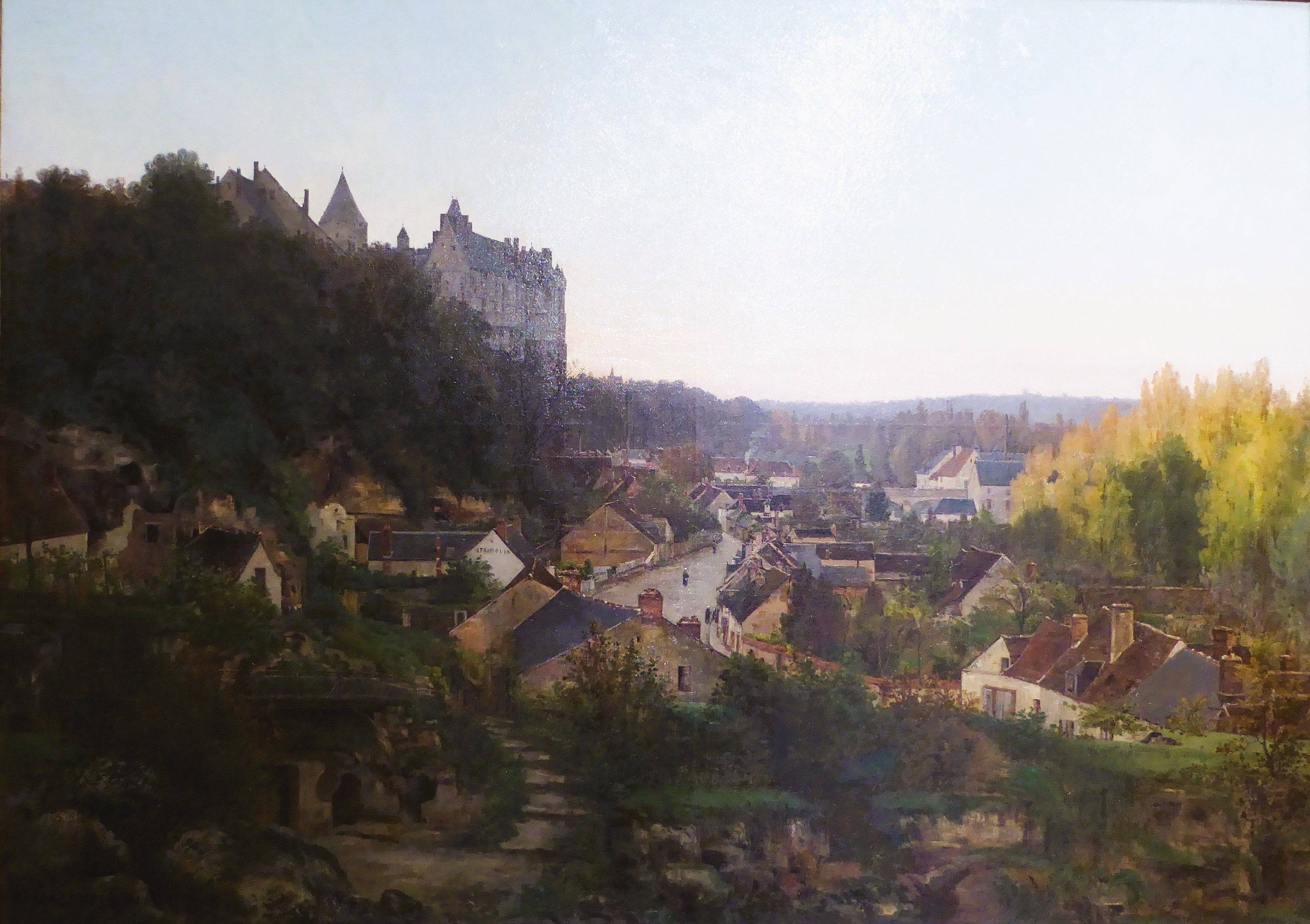
Château de Châteaudun vu de la Marinière, Prosper Galerne, 1881.
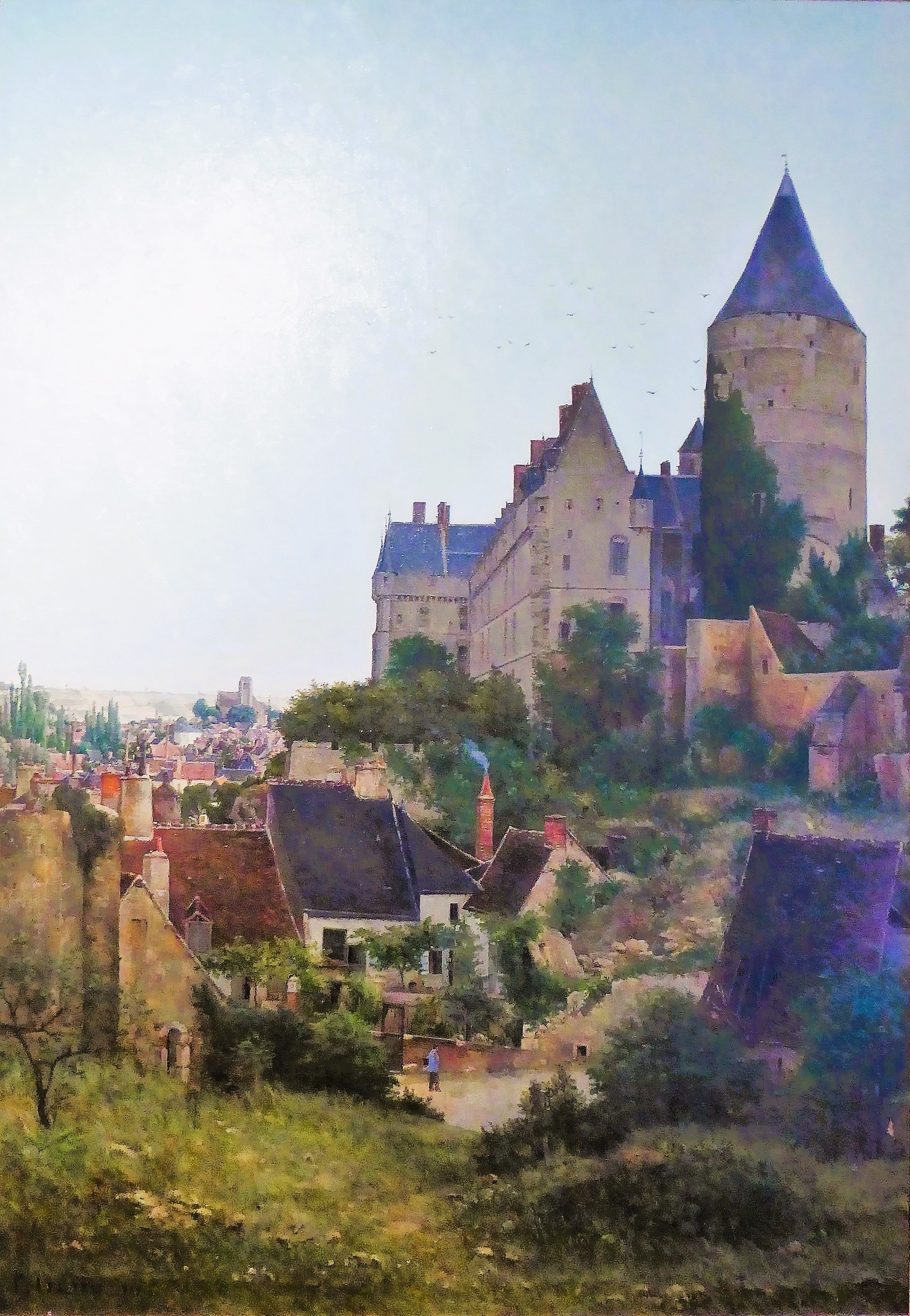
Château de Châteaudun , P. Galerne, 1882.

## Protections
Plusieurs protections sont en vigueur concernant le château de Châteaudun :
- le château fait l’objet d’un classement au titre des monuments historiques depuis le 6 juillet 1918 ;
- les parcelles  au pied du château font l’objet d’une inscription au titre des monuments historiques depuis le 14 octobre 1946 ;
- les abords font l’objet d’un classement au titre des monuments historiques depuis le 2 avril 1947 ;
- le cloître de Luynes fait l’objet d’une inscription au titre des monuments historiques depuis le 2 avril 1947[1].